# Majestas Carolina

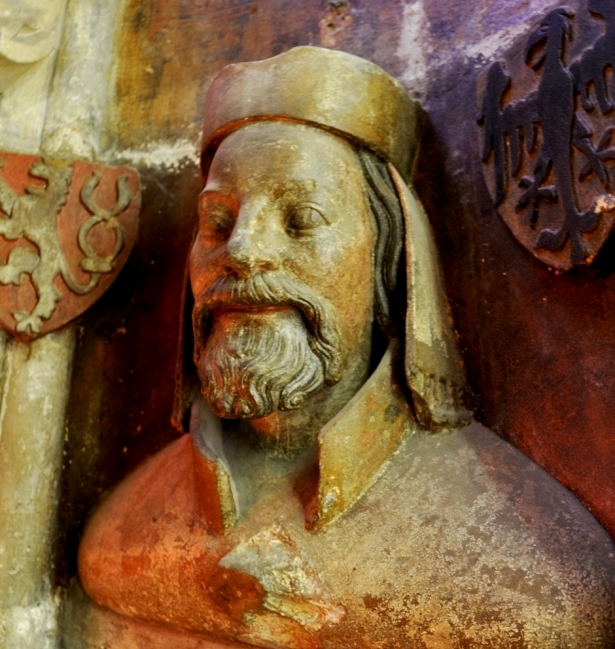
Karel IV. - římský císař a český král

Majestas Carolina (správněji Codex Carolinus) je návrh zemského zákoníku připravený na pokyn Karla IV. v letech 1350–1351. Takto pojmenován byl ale později, kdy jej roku 1617 vydal Pavel Ješín z Bezdězce. 
Jednalo se o zákoník, který měl postavit jakousi hráz rozpínavosti šlechty. Zákoníkem Majestas Carolina, který obsahoval 109 článků, zamýšlel Karel IV. zajistit královský majetek – vymezoval 29 královských měst a 13 hradů, které nesměly být dány do zástavy, dalších 13 měst a 14 hradů mohlo být zastaveno nejvýš na devět let. Karel se snažil omezit libovůli šlechty při stanovení trestů za různé přestupky. Šlechta však žádala jednat tak, jak bylo odedávna zvykem, nechtěla se dát spoutat žádným psaným zákonem. 
Stát mělo posílit i ustanovení, že každá odúmrť (majetek, který nemá mužského dědice) – ať poddanská, nebo šlechtická – připadne králi. Dosud platilo, že poddanskou odúmrť získávala šlechta. V královských lesích si někteří šlechtici postavili sídla a přivlastnili si část půdy. Na tu si nyní činil nárok král, což také vzbudilo odpor. Šlechta měla dost sil, aby se ustanovením, která pro ni byla nevýhodná, vzepřela a jejich prosazení zabránila. Projednávání zákoníku se táhlo až do poloviny 50. let 14. století, kdy si Karel IV. sám nakonec uvědomil, že zákoník nepůjde prosadit. 
Roku 1355 šlechta zákoník na generálním sněmu definitivně zamítla, což byl pro Karla konec nadějí na jeho vydání. Místo aby Karel nechal záležitost dojít k otevřeném konfliktu se šlechtou, od celého projektu nakonec raději odstoupil. Aby si ale zachoval tvář, prohlásil, že rukopis byl prý nešťastnou náhodou zničen – shořel. Významný zákoník se ale zachoval v rožmberském archivu, což prozrazuje, kdo se zákoníkem nesouhlasil. 
V souvislosti s Majestas Carolinou vznikla ve 14. století právní kniha zemského práva Ordo iudicii terrae (staročeský překlad Řád práva zemského).
Text spolu s českým překladem vydal roku 1844 v rámci třetího dílu Archivu českého František Palacký.